# Poglavje
Poglavje ali kapitel je smiselno zaokrožen in samostojen del besedila. Poglavja imajo lahko svoje naslove ali so le oštevilčena.
Sprva je pomenil kratko, nekaj besed dolgo vsebinsko napoved dela knjige. 
Spada med elemente zunanje zgradbe besedila. 